# Tenebre (serie de filme)
Tenebre (în engleză Jeepers Creepers) este o serie de filme de groază americane create de Victor Salva. Seria este alcătuită din Tenebre (2001), Trenebre 2 (2003), Tenebre 3 (2017) și Jeepers Creepers: Reborn (2021).
În toate filmele, protagoniștii intră în contact cu Creeper, o creatură demonică și misterioasă interpretat de Jonathan Breck. Primul film, lansat pe 31 august 2001, îi are în distribuție pe Gina Philips (Trish Jenner), Justin Long (Darry Jenner), Eileen Brennan⁠(d) și Patricia Belcher. Produs cu un buget redus de 10 milioane de dolari, filmul a avut multe recenzii pozitive, a avut un succes răsunător la box office și a fost nominalizat la Premiul Saturn la categoria Cel mai bun film de groază.
Jeepers Creepers 2 a fost lansat pe 29 august 2003. Realizat în baza unui buget puțin mai mare decât a precedentului film și cu Ray Wise în rol principal, filmul a primit recenzii mixte din partea criticilor care nu l-au considerat la nivelul primului în materie de tensiune și scene înfricoșătoare. Dave Kehr⁠(d) de la The New York Times a scris despre JP2 că „până și monștrii au nevoie de mai multe dimensiuni ca să ajungă în filme”. 
După o pauză de peste un deceniu, Jeepers Creepers 3 a fost lansat de Screen Media Films⁠(d) în 2017. Filmul a fost un eșec la box office și a încasat mai puțin decât bugetul său de 6 milioane de dolari. Pe lângă asta, filmul a stârnit controverse din cauza utilizării abuzului sexual asupra copiilor ca subiect în intrigă; aceasta a readus în atenția publicului trecutul lui Salva care a fost condamnat pentru abuz sexual.
În 2021, s-a anunțat că un al patrulea film intitulat Jeepers Creepers: Reborn, va fi lansat spre finalul anului. Redactat de scenaristul Sean Michael Argo și regizat de Timo Vuorensola⁠(d), filmul va fi primul dintr-o noua trilogie în care Victor Salva nu va fi implicat. Primele trei filme ale seriei au obținut încasări de peste 125 de milioane de dolari la box office.

## Filme
| Filme                    | Dată lansării în SUA | Regizor(i)      | Șcenariști        | Producător(i)                             | Producător(i) |
| ------------------------ | -------------------- | --------------- | ----------------- | ----------------------------------------- | ------------- |
| Tenebre                  | 31 august 2001       | Victor Salva    | Victor Salva      | J. Todd Harris, Tom Luse, & Barry Opper   |               |
| Tenebre 2                | 29 august 2003       | Victor Salva    | Victor Salva      | Tom Luse                                  |               |
| Tenebre 3                | 26 septembrie 2017   | Victor Salva    | Victor Salva      | Michael Ohoven, Jake Seal, & Victor Salva |               |
| Jeepers Creepers: Reborn | 2021                 | Timo Vuorensola | Sean Michael Argo | Jake Seal & Michael Ohoven                |               |

## Distribuție
| Character                   | Tenebre           | Tenebre 2               | Tenebre 3       |
| Character                   | 2001              | 2003                    | 2017            |
| --------------------------- | ----------------- | ----------------------- | --------------- |
| The Creeper                 | Jonathan Breck    | Jonathan Breck          | Jonathan Breck  |
| Darius "Darry" Jenner       | Justin Long       | Justin Long             | Menționat       |
| Patricia "Trish" Jenner     | Gina Philips      |                         | Gina Philips    |
| Jezelle Gay Hartman         | Patricia Belcher  |                         |                 |
| The cat lady                | Eileen Brennan    |                         |                 |
| Sergeant Davis Tubbs        | Brandon Smith     |                         | Brandon Smith   |
| Trooper Robert Gideon       | Jon Beshara       |                         |                 |
| Trooper Natasha Weston      | Avis-Marie Barnes |                         |                 |
| Roach / Coach Dwayne Barnes | Tom Tarantini     | Tom Tarantini           |                 |
| Jack Taggart                |                   | Ray Wise                |                 |
| Deaundre "Double D" Davis   |                   | Garikayi Mutambirwa     |                 |
| Scott "Scotty" Braddock     |                   | Eric Nenninger          |                 |
| Minxie Hayes                |                   | Nicki Aycox             |                 |
| Izzy Bohen                  |                   | Travis Schiffner        |                 |
| Chelsea Farmer              |                   | Lena Cardwell           |                 |
| Andy "Bucky" Buck           |                   | Billy Aaron Brown       |                 |
| Rhonda Truitt               |                   | Marieh Delfino          |                 |
| Bus Driver Betty Borman     |                   | Diane Delano            |                 |
| Coach Charlie Hanna         |                   | Thom Gossom Jr.         |                 |
| Dante Belasco               |                   | Al Santos               |                 |
| Jake Spencer                |                   | Josh Hammond            |                 |
| Kimball "Big K" Ward        |                   | Kasan Butcher           |                 |
| Jonny Young                 |                   | Drew Tyler Bell         |                 |
| Jack "Jackie" Taggart Jr.   |                   | Luke Edwards Jon Powell |                 |
| Billy Taggart               |                   | Shaun Fleming           |                 |
| Sheriff Dan Tashtego        |                   |                         | Stan Shaw       |
| Gaylen Brandon              |                   |                         | Meg Foster      |
| Addison "Addi" Brandon      |                   |                         | Gabrielle Haugh |
| Buddy Hooks                 |                   |                         | Chester Rushing |
| Kenny Brandon               | Menționat         |                         | Jordan Salloum  |
| Kirk Mathers                |                   |                         | Ryan Moore      |